# 広岡敬一
広岡 敬一（ひろおか けいいち、1921年6月24日 - 2004年6月21日）は、日本の「風俗系ライターの草分け」と評されたジャーナリスト、写真家。

## 生い立ち
当時の中華民国長春府に生まれ、満州国時代には、満洲映画協会に撮影技師として勤務するなどした。第二次世界大戦は、陸軍特攻隊写真班員で終戦を迎え、1948年に日本へ引き揚げた。戦後の混乱期には、吉原の赤線で女性たちの写真を撮りつつ、カメラマンとして生計を立て、旧厚生省広報部の嘱託職員や、ラジオ局、東京毎夕新聞などを経て、浅草のストリップ劇場で、専属カメラマンとして働くようになった。

## 風俗ライターとしての活動
1970年代から、フリーランスのジャーナリストとして、ソープランドの当時の呼称であった「トルコ風呂」を踏まえて「トルコロジスト」を肩書きとして名乗り、週刊誌に署名記事を書いたり、著作を発表して大きな反響を得た。特に、滋賀県大津市雄琴の風俗街に取材し、1980年に発表した『ちろりん村顛末記』は広く注目され、これを原作とする映画『トルコ行進曲 夢の城』も制作された：トルコ行進曲 夢の城 - 文化庁日本映画情報システム。
2003年に癌と診断されたが、延命治療を断り、翌年肺癌によって死去。死後、遺体は献体された。
2005年制作のドキュメンタリー映画『ヨコハマメリー』には、晩年の広岡が証言者のひとりとして出演している。

## 著作
多くの著作で、自ら撮影した多数の写真を掲載している。
- トルコロジー : トルコ風呂専門記者の報告、晩聲社、1978年
- ちろりん村顛末記、朝日新聞社、1980年
- トルコロジストのせんちめんたるじゃ～にい、現代書林、1981年
- 現代性風俗史〈トルコ風呂記者全力疾走〉、メルヘン企画社、1983年
- 泡の天使たち、講談社、1984年
- 浅草行進曲、講談社、1990年
- ストリップ慕情 : 浅草・吉原ロマネスク、講談社（講談社文庫）、1993年
- 戦後性風俗大系 : わが女神たち、朝日出版社、2000年
  - 戦後性風俗大系 : わが女神たち、小学館（小学館文庫）、2007年
- 昭和色街美人帖 : 私の<赤線時代>、自由国民社、2001年
- 性風俗写真館 トルコ・ソープ時代編、イースト・プレス、2003年
- 性風俗写真館 2 赤線・ストリップ時代編、イースト・プレス、2003年